# Université d'État de Californie à East Bay
L'université d'État de Californie à East Bay (en anglais California State University, East Bay), également appelée CSUEB, Cal State East Bay et anciennement nommée California State University, Hayward, est le 13e campus fondé par l'université d'État de Californie. Après sa fondation (1957), l'université s'est scindée en deux campus, le principal situé à Hayward, le second à Contra Costa